# جزیره بابویان
جزیره بابویان (انگلیسی: Babuyan Island) مرتفع‌ترین و شمالی‌ترین جزیره از مجموعه جزایر بابویان است که در شمال فیلیپین واقع شده‌است.